# جاده ئی۵۷۳ اروپا
جاده ئی۵۷۳ اروپا (به انگلیسی: European route E573) یکی از جاده‌های درجه ۲ قاره اروپا است.
این جاده از شهر پوشپوک‌لادانی (مجارستان) شروع شده و در شهر اوژهورود (اوکراین) به پایان می‌رسد.